# Gmina Ljig
Gmina Ljig (serb. Opština Ljig / Општина Љиг) – gmina w Serbii, w okręgu kolubarskim. W 2018 roku liczyła 11 374 mieszkańców.